# غريغوار حداد
نخلة أمين حداد ويُعرف باسم المطران غريغوار حداد (1924 - 23 ديسمبر 2015) سُمي بمطران الفقراء والمطران الأحمر. 

## حياته
ولد عام 1924 في لبنان (جبل لبنان- سوق الغرب) من أب إنجيلي مسيحي هو أمين نخلة حداد، وأم هي ماتيلد نوفل من طائفة الروم الكاثوليك.
1934-1936: دروس ابتدائية في «مدرسة سوق الغرب العالية»
1936-1937: شهادة السرتيفيكا في «مدرسة النهضة»- بمكين قرب سوق الغرب التابعة لدير الشير (الرهبانية الباسيلية الحلبية للروم الكاثوليك).
1937-1943: دروس تكميلية وثانوية في الإكليركية الشرقية التي كانت تابعة للآباء اليسوعيين في بيروت-شهادة البكالوريا- القسم الثاني.
1943-1949: دروس الفلسفة واللاهوت في الإكليركية ذاتها.
آذار 1949: سيامة كهنوتية في دير الشير بوضع يد المطران فيلبس نبعة، متروبوليت بيروت وجبيل وتوابعهما.
1949-1951: أمين سر المطران فيلبس في مطرانية بيروت للروم الكاثوليك- طريق الشام.
1951-1965: النائب الأسقفي العام لأبرشية بيروت للروم الكاثوليك.
1952-1957: مرشد عام لحركة الشابات المسيحيات المستقلات.
1965-1967: أسقف معاون للمطران فيلبس نبعة- اشتراك في آخر دورة من المجمع الفاتيكاني الثاني، حتى وفاة المطران نبعه (11 أيلول 1967)
1967-1968: المدير البطريركي على أبرشية بيروت.
1968-1975: إنتخبه السينودس متروبوليت بيروت وجبيل وتوابعهما لطائفة الروم الملكيين الكاثوليك - إتخاذ قرارات عديدة لتطبيق المجمع الفاتيكاني الثاني لا سيما بإشراك العلمانيين.
1978: طلب منه أن يكون مطراناً بديلاً عن المطران الياس زغبي في بعلبك، مدة ستة أشهر.
1986-1987: طلب السينودس منه أن يكون سنة وثلاثة أشهر مهمة مطران مدبر بطريركي لأبرشية صور بعد وفاة مطرانها.
1992-1997: اعتكاف في دير للمتوحدين في فاريا، ثم اللقلوق-العاقورة.
1998-2002: اعتكاف في بطريركية الروم الكاثوليك- الربوة.

## الحركات التي أسسها
1967-1960: تأسيس عدة حركات: التثقيف الذاتي - الحركة المسكونية للشبيبة - النادي الموحّد (بين الثانويات) - الحركة الاجتماعية اللبنانية - واحة الرجاء
1963: اعتبار الحركة الاجتماعية من «الجمعيات ذات المنفعة العامة»
1963-1965: انتشار نشاطاتها في عدة مناطق من لبنان والتعاقد مع مصلحة الإنعاش الاجتماعي آنذاك.
1975-1992: بعد تركه الأبرشية قام بنشاطات اجتماعية مختلفة مثل هيئة إنماء قضاء عاليه - تنسيقات اجتماعية إنمائية - «تجمع الهيآت الأهلية التطوعية» الذي يضم 14 من أهم الجمعيات الأهلية.
العام 2000: أسس مع مجموعة من المناضلين العلمانيين تيار المجتمع المدني وهو حركة سياسية مجتمعية علمانية تسعى لبناء مجتمع الإنسان كل إنسان وكل الإنسان

## مجلة آفاق
1974-1975: أسس مجلة آفاق مع المفكر بولس الخوري والدكتور جيروم شاهين والدكتور ميشال السبع ونشر مقالات لاهوتية روحية فيها.
آب 1975: نشأ أزمة بينه وبين البطريرك والسينودس، بسبب مقالات آفاق. واحتكم السينودس الفاتيكاني قرار نقله من أبرشية بيروت إلى أبرشية «أضنا» الفخرية، وجاء تقرير ببراءته من كل انحراف لاهوتي وترك قرار إبقائه في الأبرشية إلى السينودس.

## وثيقة من أجل ممارسة الفقر
وقّع، مع عدد من المطارنة، الوثيقة التي صدرت في الدورة الأخيرة للمجمع الفاتيكاني الثاني المُنعقد في روما في العام 1965 والتي تعهدُوا بموجبها بمُمارسة الفقر في حياتهم الشخصية.

## كتبه
- العلمانية الشاملة
- علم العروض
- تحرير المسيح والإنسان
- المسيحية والمرأة
- تأملات روحية
- البابا ولبنان
- القواعد العربية
- .Liberer le Christ et L'Homme
- Meditations Spirituelles
- أغاني الأولاد والأحداث[4]